# Yamée Couture
Cet article possède des paronymes, voir Yame (paronymie).
Pour les articles homonymes, voir Couture (homonymie).
Yamée Couture est une chanteuse et comédienne française.

## Biographie
Yamée Couture est la fille de Charlélie Couture, la sœur de la réalisatrice Shaan Couture et la nièce de Tom Novembre.
Elle se forme au HB Studio à New York (2005-2006), au Lee Strasberg Theatre and Film Institute également à New York (2006-2010) et à l'Université McGill à Montréal (2010-2014).
Actrice, mais aussi compositrice et chanteuse, elle collabore à l'occasion avec son père Charlélie, dont elle doit assurer la première partie du concert à Nancy le 3 décembre 2021.

## Théâtre
- 2009 : Le Songe d'une nuit d'été de William Shakespeare, mise en scène de Frédéric Yvelin et Nathalie Rousselle

## Filmographie

### Cinéma

#### Longs métrages
- 2016 : Ils sont partout de Yvan Attal : la journaliste TV
- 2017 : Ce qui nous lie de Cédric Klapisch : Océane
- 2022 : Les Enfants des autres de Rebecca Zlotowski : Louanna

#### Courts métrages
- 2013 : Diffraction, d'Arthur Villers : Anna
- 2014 : The months american, de Sofia Rosenzweig : Camille
- 2016 : Thin lines, de Shaan Couture : Leah (Meilleure Actrice dans un Court Métrage de Fiction au San Diego Film Festival 2017, Meilleure Actrice au Chelsea Films Festival 2017)
- 2017 : Quiet mess, de Shaan Couture : Sarah
- 2017 : La jeune bergère, de Gregory Aschenbroich
- 2017 : Femme de marin, de William Fleming
- 2018 :  Rencontre fortuite, de Corentin Courage
- 2018 : Pages, de Shaan Couture : Anna
- 2018 : L'effet miroir, de Shaan Couture : elle-même[3]
- 2019 : Mon royaume, de Guillaume Gouix : Lou
- 2019 : Vieux revolver, de Shaan Couture (nomination pour meilleure actrice au Independent Days|Filmfest de Karlsruhe (Allemagne) 2020)[4],[5],[6],[7]
- 2020 : A nous de jouer, de Shaan Couture
- 2020 : Intuition, de Shaan Couture : Sarah
- 2020 : Les maisons de carton, de Shaan Couture : Emma[8]

### Télévision
- 2018 : Dix pour cent, épisode Gérard (saison 3, épisode 3), d'Antoine Garceau : fan de Julien Doré
- 2019 : Nouvelle vague, de David Perissere
- 2019 : Capitaine Marleau, épisode Quelques maux d'amour (saison 3, épisode 3), de Josée Dayan[9],[10],[11],[12] : Charlie Lanteri

## Musique

### Auteur-compositeur-interprète
- 2016 : Thin lines, chanson-titre du court-métrage du même nom, arrangements Karim Attoumane, cordes Caroline Pauvert
- 2017 : Walking
- 2018 : Monsters, avec Little Ears Collective, arrangements Sam Quiggins, violon Tim Duncan Cho, violoncelle Sam Quiggins, piano Mathieu Dunoyer, saxophone Will Epstein
- 2019 : Aux opposés, mon amour, avec Little Ears Collective, piano Mathieu Dunoyer, violon Tim Duncan Cho, violoncelle Sam Quiggins, guitare basse Kilian Charara

### Interprète
- 2019 : Je suis ton ami (Toy Story) (Randy Newman / paroles françaises Charlélie Couture), Yamée Couture, Charlélie Couture, Tibz, Hugo (banjo), Flavien (batterie)
- 2020 :
  - What you won't do for love (Bobby Caldwell), chant / piano : Yamée Couture et Julie Williams
  - Parlez-moi d'amour (Jean Lenoir), chant / piano : Yamée Couture
- 2022 : Hang me, oh hang me (traditionnel / arrangement Dave Van Ronk), chant / piano : Yamée Couture, chant / guitare : Yvette Landry
- 2024 : L'absence, chant : Yamée Couture et Charlélie Couture, paroles : Yamée Couture et Charlélie Couture, musique : Yamée Couture, sur l'album Contre Toi de Charlélie Couture[13].

Yamée participe également, en tant que choriste, à plusieurs albums studio de son père Charlélie : Double vue (2004), I m M o r t e l (2014), Lafayette (2016), Même pas sommeil (2019), Trésors cachés et perles rares (2020).